# Anderson megye (Tennessee)
Anderson megye az Amerikai Egyesült Államokban, azon belül Tennessee államban található. Megyeszékhelye Clinton, legnagyobb városa Oak Ridge. Lakosainak száma 77 123 fő (2020. április 1.). Anderson megye Campbell, Union, Knox, Scott, Roane és Morgan megyékkel határos.

## Népesség
A megye népességének változása:
| Lakosok száma | 75 147 | 75 195 | 75 401 | 75 542 | 75 749 | 77 123 |
|               | 2010   | 2011   | 2012   | 2013   | 2015   | 2020   |